# Roger Leirs
Roger Leirs (1 oktober 1958 – Arendonk, 28 juli 2007) was een Belgisch voetballer die speelde als verdediger. 

## Carrière
Leirs begon zijn carrière bij vierdeklasser AC Olen. In 1978 maakte hij de overstap naar toenmalig eersteklasser Berchem Sport, dat toen net was gepromoveerd uit de tweede klasse. Na drie seizoenen op het hoogste niveau degradeerde Berchem opnieuw. Vijf seizoenen later, in 1986, werd het kampioen en keerde zo terug naar eerste klasse. Aan het einde van het daaropvolgende seizoen, tevens het laatste seizoen van Leirs bij de club, eindigde het opnieuw laatste. Tot op heden was dit ook het laatste seizoen van Berchem op het hoogste niveau van het Belgische voetbal. 